# 丹羽正伯
丹羽 正伯（にわ しょうはく、元禄4年（1691年） - 宝暦6年4月14日（1756年5月12日））は、江戸中期を代表する本草学者である。

## 人物
伊勢国松阪（現・三重県松阪市）に生まれた。家業は医者である。
本草学を京都の稲生若水に学んだ。
その頃、江戸幕府将軍に就任した徳川吉宗は、幕府の財政の健全化に力を入れていた。その一環として、当時輸入に頼っていた薬草類を国産に切り替え、また有益な薬草の発見により医学を進歩させたいと考えていた。薬草の探索を行う目的で正伯が登用され、享保5年（1720）に江戸幕府の採薬使に任じられ、野呂元丈・植村政勝らと箱根や富士などの中部地方、さらに東北各地の採集に向かわせられた。採集された薬草は、駒場や小石川養生所の幕府の薬草園で栽培が試みられた。享保七年（1722）に幕府医師として三十人扶持で召し抱えられ、さらに下総国の幕府薬草園15万坪の運営管理、薬草の栽培を命じられた。
この正伯が管理をしていた下総滝台野薬園がその後、同地の現在の地名である千葉県船橋市薬円台の由来となった。また、「薬園台」を「正伯新田」と呼んでいた古例もあり、古地図にも記されている。
享保12年（1727）、庶民向けの治療法と薬草・薬種の解説本『普救類方』全12冊が幕府から刊行された、丹羽正伯と小石川養生所の幕府医師林良適の共同編集で狩野派の絵師による絵がつけられている。

その他の主な著書に、師の稲生若水から引き継いだ本草学書「庶物類纂」がある。これは中国の書物から本草学に関するものを翻訳したものであり、正伯はこれに影響を受け、日本全国の動植物、鉱物等産物を網羅的に調査した「諸国産物帳」を編纂した。「庶物類纂」は元文3年（1738年）に完成し幕府文庫（紅葉山文庫）に納められ、同年5月に吉宗から銀百枚を褒美として与えられた。正伯はその後も『庶物類纂』増補を行った。
正伯は宝暦6年に江戸で没した。後に薬園台村の人びとにより、顕彰の供養碑が建てられ、その正面には諦通院日慮と刻まれている。

## 「諸国産物帳」
「諸国産物帳」編纂の際、享保20年（1735）3月に正伯は諸藩の江戸留守居役に対し、各藩の領内に生息する動物・植物を調べ連ねて提出するように、との将軍である徳川吉宗からの下命を伝達した。ただしこれは吉宗の命ではなく、正伯が勝手にやったことだとする説がある。各藩は国許に命を伝え、それぞれが苦労していわゆる台帳を作り上げ提出した。しかし正伯はその内容に対し、姿形が不明なモノに対して（本草学・博物学らしく）「絵」をつけるよう要求し、諸藩はさらに苦労して再提出を行った。
こうして元文4年（1739）に完成した「諸国産物帳」であるが、そもそも幕命と偽って作られたものであり、吉宗の手元に渡ったかについての公的な記録は無い。産物帳の原本はその後失われ、後世に伝わっていない。ただ「国控（くにひかえ）」と呼ばれる各藩の手元に残ったいわゆる控え・原本・コピーが残るだけである。また、正伯の日記が残されているが、この日記中に絵が挟み込まれていた。これが産物帳に関するものなのか、某藩からの提出物の模写なのか、逆に正伯からある藩への指示なのか、などの詳細は不明である。
この「本邦初の国内を網羅した動植物図鑑」とも言える書が今日失われていることは残念ではあるが、それでもなお各藩に残された控えにより、当時の日本におけるとある動植物の生息域、地方における呼び名、人との関わりや利用実績などを知ることができる。